# Епархия Жундиаи
Епархия Жундиаи (лат. Archidioecesis Sorocabana) — архиепархия Римско-католической церкви c центром в городе Жундиаи, Бразилия. Епархия Жундиаи входит в митрополию Сорокабы. Кафедральным собором епархии Жундиаи является собор Пресвятой Девы Марии.

## История
7 ноября 1966 года Римский папа Павел VI издал буллу Quantum conferant, которой учредил епархию Жундиаи, выделив её из архиепархий Кампинаса и Сан-Паулу. В этот же день епархия Жундиаи вошла в митрополию Сан-Паулу.
29 апреля 1992 года епархия Жундиаи вошла в митрополию Сорокабы.

## Ординарии епархии
- епископ Gabriel Paulino Bueno Couto (21.11.1966 — 11.03.1982);
- епископ Roberto Pinarello de Almeida (11.03.1882 — 2.10.1996);
- епископ Amaury Castanho (2.10.1996 — 7.01.2004);
- епископ Gil Antônio Moreira (7.01.2004 — 28.01.2009) — назначен архиепископом Жуис-ди-Форы;
- епископ Vicente Costa (30.12.2009 — по настоящее время).

## Источник
- Annuario Pontificio, Ватикан, 2007
- Булла Quantum conferant  (лат.)